# エドソン・アンドレ・シトエ
メクシェール（Mexer）ことエドソン・アンドレ・シトエ（Edson André Sitoe、1988年9月8日 - ）は、モザンビーク・マプト出身のプロサッカー選手。モザンビーク代表。ポジションは、ディフェンダー。

## クラブ経歴
2010年1月、ポルトガルに渡りスポルティングCPと2年半＋延長オプション付きの契約を結んだ。
2010年2月24日のCFベレネンセス戦でリザーブチーム初出場。8月、保有権の一部が87,000ユーロでTraffic Groupに売却さた。
2010-11シーズンは後半戦からSCオリャネンセにレンタルに出され、2010年9月11日にリーグ戦デビューを果たした。翌シーズンも引き続きレンタルに出され、プリメイラ・リーガ残留に貢献した。
2014年6月19日、スタッド・レンヌに移籍。第2節のエヴィアン・トノン・ガイヤールFC戦では2得点を挙げ、6-2の勝利に貢献した。
2019年4月27日に行われたフランスカップ決勝のパリ・サンジェルマン戦では延長・PK戦を含めてフル出場し、チームとして48年ぶり3度目のカップ制覇に貢献した。
2019年5月9日、ジロンダン・ボルドーと4年契約を結び移籍。
2022年8月、GDエストリル・プライアに1年契約で移籍。

## 代表歴
2007年にモザンビーク代表デビュー。